# Банківська система В'єтнаму
Банківська система В'єтнаму — система кредитно-фінансових установ Соціалістичної Республіки В'єтнам, що складається з Державного банку В'єтнаму, спеціалізованих державних банків, акціонерних комерційних банків, спільних і іноземних банків.

## Історія розвитку
Банківська система В'єтнаму стала дворівневою з квітня 1988 року, коли крім Державного банку В'єтнаму уряд почав створювати спеціалізовані держбанки і дозволив створення приватних кредитних організацій. Перші банки зі змішаним акціонерним капіталом з'явилися в 1989 році, контрольний пакет акцій в їх статутному капіталі міг належати як державі, так і приватним особам. Основну частину капіталу в створення акціонерних банків вклали державні підприємства, вкрай зацікавлені в ефективній банківській системі. У 1993 р. число акціонерних банків склало 31 з капіталом близько 9 млн. доларів у кожного.
До 1996 року кількість акціонерних банків досягло 51, але потім в результаті активізації процесу злиттів і поглинань скоротилося до 35. З введенням в 1990 році нового банківського законодавства кількість банків у країні збільшилася майже до 100, всі спеціалізовані держбанки при цьому отримали статус самостійних комерційних банків зі 100%-м державним капіталом. У той же час Державний банк В'єтнаму отримав класичні повноваження і функції центрального банку, перш за все, з проведення грошової та валютної політики, емісії національної валюти і щодо здійснення нагляду за банківською системою.
У жовтні 1994 року був прийнятий закон, згідно з яким всі грошові операції всередині В'єтнаму повинні здійснюватися тільки у в'єтнамських донгах.
У березні 1995 року банківський сектор В'єтнаму отримав доступ до системи SWIFT. Прихід на в'єтнамський фінансовий ринок іноземних банків стимулював послідовне зростання переліку надаваних банківських послуг.
Азійська фінансова криза торкнулася і банківську систему В'єтнаму. У зв'язку з цим в'єтнамські фінансові влади ввели ряд обмежувальних заходів. Зокрема, тепер для отримання кредитів у іноземних банків в'єтнамським фірмам потрібно було отримувати дозвіл Державного банку В'єтнаму. З метою боротьби зі спекуляціями національною валютою в кінці 1997 року Державний банк В'єтнаму ввів для іноземних банків жорсткі ліміти на форвардні контракти у в'єтнамських донгах.
У жовтні 1994 року був прийнятий закон, згідно з яким всі грошові операції всередині В'єтнаму повинні здійснюватися тільки під  в'єтнамських донгів.
У 2000—2001 рр. вперше було вжито заходів щодо впровадження послуги інтернет-банкінга (це зробив Incombank).
Станом на 2011 р. на фінансовому ринку В'єтнаму функціонувало 80 банків різної форми власності.

## Статутний капітал в'єтнамських банків
Станом на 2008 рік мінімальний розмір статутного капіталу для створення нового банку у В'єтнамі дорівнював 1000 трлн. донгів (62,8 млн доларів США). Тільки у державних в'єтнамських банків і декількох великих акціонерних банків (ACB, Sacombank), розміри статутного капіталу перевищують цей норматив. Розміри статутних капіталів інших акціонерних банків далеко відстають від даної норми. Більш того, Державний банк В'єтнаму розробив попередню пропозицію щодо підвищення мінімального розміру статутного капіталу до 3000 трлн. донгів (190 млн доларів США). Цей захід призведе до того що близько 50 % акціонерних банків зіткнуться з проблемою капіталізації, а отже, змушені будуть піти на злиття або поглинання.

## Спеціалізовані державні банки
У 2008 році на державні банки припадало 70 % кредитного ринку В'єтнаму (2002 припадало 74 %). До 2011 року у В'єтнамі діяло 5 найбільших банків зі 100%-ю участю держави в статутному капіталі, які займаються, в першу чергу, кредитуванням населення і просуванням пластикових карток:
- Банк сільського господарства і розвитку сіл В'єтнаму (Agribank) — банк зі статутним капіталом 380 млн. US $. Кредитує аграрний, лісовий, риболовецький сектор, розпоряджається найбільшою мережею філій (має головні філії у всіх провінціях В'єтнаму і тисячі філій у всіх округах країни).
- Зовнішньоторговельний банк В'єтнаму (Bank of Foreign trade, Vietcombank) — банк зі статутним капіталом 350 млн. US$. Фінансує 60-70 % всіх зовнішньоторговельних операцій В'єтнаму, має кореспондентські відносини з більш ніж 1200 банками з 100 країн.
- Банк інвестицій та розвитку В'єтнаму (Bank for Investment and Development of Vietnam, BIDV) — банк зі статутним капіталом 330 млн. US$, активно кредитує промислові і торгові підприємства.
- Банк промисловості і торгівлі В'єтнаму (VietinBank) — до 2009 р. називався Промислово-комерційний банк В'єтнаму (Industrial and Commercial Bank (Incombank)), банк зі статутним капіталом 310 млн. US$ , створений в 1988 р., за станом на 2008 рік мав 98 відділень і 345 ощадкас в містах та селах В'єтнаму, активно займається кредитуванням на різні терміни промислових і торгових підприємств, лізинговими операціями.
- Housing Bank of Mekong Delta (MHB)

## Приватні (акціонерні) банки
У 2008 році на акціонерні банки припадало 16 % кредитного ринку В'єтнаму (у 2002 доводилося 14 %). У 2011 р. банківський сектор В'єтнаму включав в себе 37 акціонерних банків, які займаються, в першу чергу, кредитуванням малого та середнього бізнесу. За даними Держбанку В'єтнаму на 2008 рік, середня величина статутного капіталу серед в'єтнамських акціонерних банків дорівнювала 12,5-19 млн доларів. Найбільші з них:
- Сайгонський промислово-торговий банк (Saigon Thuong Tin Commercial Bank (Sacombank)) — найбільший в'єтнамський акціонерний банк (статутний капітал на 2008 р. — 118 млн. Доларів),
- Азійський комерційний банк (Asia Commercial Bank (АСВ) — другий за величиною в'єтнамський акціонерний банк (статутний капітал на 2008 р. — 69 млн. Доларів),
- Північно-Азійський банк (ЕАВ),
- Техніко-комерційний банк (Techcombank) — банк заснований в 1993 р., має мережу з понад 130 відділень по всьому В'єтнаму, 20 % статутного капіталу належить конгломерату HSBC через його дочірній банк The Hongkong and Shanghai Banking Corporation,
- Військовий банк (Military bank),
- В'єтнамський експортно-імпортний банк,
- Морський комерційний банк.

## Спільні банки
До 2011 року у В'єтнамі було створено 5 банків зі змішаним в'єтнамським і іноземним капіталами (спільних банків):
- В'єтнамсько-Російський Спільний Банк
- Чотири спільних банків, створені державними банками на паритетних засадах з банками з Південної Кореї, Індонезії, Таїланду і Малайзії.

## Філії іноземних банків
У 2011 р. банківська система В'єтнаму включала в себе філії 33-х найбільших іноземних банків. Головним напрямком їх діяльності є корпоративне кредитування.

## Проблеми функціонування банківської системи
Незважаючи на досягнуті успіхи, в XXI столітті банківська система В'єтнаму увійшла відсталою і малоефективною. Основними проблемами банківського сектора були надзвичайно низьке співвідношення обсягу банківських депозитів до розміру ВВП, переважання готівкових розрахунків (обсяг готівки в обігу був вчетверо більше, ніж в країнах ASEAN), відсутність системи обробки банками платежів і послуг із супроводу транзакцій, нерозвиненість ринку капіталу, неефективне правове регулювання банківської діяльності, недоліки обліку, низька кваліфікація співробітників і менеджменту, висока бюрократизація і високий рівень корупції. Прикладом останнього є скандал 1996 року, пов'язаний з фірмою «Тамек-со», яка отримала великий кредит від одного з державних банків під іпотеку майна непомірно завищеною вартістю. В результаті цієї махінації державному банку, а отже і державі, було завдано збитків в 27 млн. доларів США. Чотирьом винуватцям цієї афери були винесені смертні вироки.
Разом з тим, перевищення попиту над пропозицією на банківському ринку і загальне недосконалість ринкових механізмів та інститутів В'єтнаму забезпечують високий прибуток в'єтнамських банків (зростання прибутку до оподаткування досягає 50 %). За оцінками «VinaCapital» на 2008 рік, рівень рентабельності їх власного капіталу тримався на рівні 21 % (аналогічний середній показник у азійських банків — 16 %), що в значній мірі є результатом їх низькою капіталізації.
Станом на 2008 р. дослідники виділяли 7 основних проблем у в'єтнамському банківському секторі:
1. Низький рівень поширеності банківських послуг — в 2008 р. в банках В'єтнаму обслуговувалося всього 6 млн банківських рахунків, з яких 5 млн — рахунки приватних осіб, що становить близько 6 % загальної кількості в'єтнамських сімей. Дійсний ефективний потенціал ринку втричі вище наявного рівня. Причина криється в слабкому розвитку інфраструктури банківських послуг (банки володіють дуже невеликими філіальними мережами), особливо в сільських районах. В результаті, більш ніж 70 % жителів країни просто не мають вільного доступу до банківських послуг. Цією ситуацією намагаються скористатися найбільші банки В'єтнаму (Vietcombank, ACB, Sacombank, Techcombank), активно розширюють свої роздрібні мережі.
2. Істотне перевищення зростання обсягів депозитів і кредитів над зростанням ВВП — в'єтнамські банки щорічно збільшують обсяг виданих кредитів більш ніж на 24 %. Однак економісти стверджують, що при 7%-ому щорічному зростанні ВВП В'єтнаму зростання обсягу кредитів може бути на рівні лише 14-20 %. Вступу В'єтнаму в ВТО в 2007 р. ще більше підштовхнуло зростання обсягу кредитів. Великим банкам очевидно це не загрожує, а ось для дрібніших банків це може виявитися занадто великим ризиком.
3. Високомонополізований і одночасно занадто фрагментарний банківський ринок — в 2008 р. ринок в'єтнамських банківських послуг діяв як олігополія, де домінувало кілька державних банків, частка наданих кредитів якими становила близько 70 % загального обсягу. На частку більше 70 недержавних банків припадало лише 30 % загального обсягу.
4. Недостатня прозорість якості кредитного портфеля — тільки 11 з 1000 позичальників у В'єтнамі мають кредитні історії, банки рідко обмінюються інформацією про кредитну історію клієнтів, а кредитне бюро має дані лише про найбільших позичальників. Видача кредитів здійснюється виходячи з відношення банку до позичальника. Якісний аналіз кредитоспроможності проводиться тільки щодо великих приватних клієнтів. Проблеми також виникають через зовнішнє втручання в процес прийняття рішення про видачу кредиту, а також через низький професіоналізм. Відсутність інфраструктури інформаційних технологій професійного аналізу доцільності видачі кредиту також є проблема кредитної галузі.